# Дебальцеве (село)
Деба́льцеве — село в Україні, у Синельниківському районі Дніпропетровської області. Входить до складу Васильківської селищної громади. Населення становить 705 осіб станом на 2024 рік.

## Географія
Село Дебальцеве знаходиться в центральній частині Синельниківського району на річці Вовча. Річка в цьому місці звивиста, утворює лимани, стариці та заболочені озера. На півдні межує з селом Охотниче, на сході з селом Григорівка, на півночі з селом Вовчанське та на заході з селом Перепеляче.

## Історія
У селі зберігається половецька «кам'яна баба» — історична пам'ятка XI—XII століття.
До 2018 року орган місцевого самоврядування — Дебальцівська сільська рада.
12 червня 2020 року, відповідно до розпорядження Кабінету Міністрів України № 709-р від «Про визначення адміністративних центрів та затвердження територій територіальних громад Дніпропетровської області», увійшло до складу Васильківської селищної громади.
19 липня 2020 року, під час адміністративно-територіальної реформи та ліквідації Васильківського району, село увійшло до складу  новоутвореного Синельниківського району.

## Економіка
- Лани-2000.

## Об'єкти соціальної сфери
- Школа.
- Культурний центр.
- Музей історії.

## Визначні пам'ятки

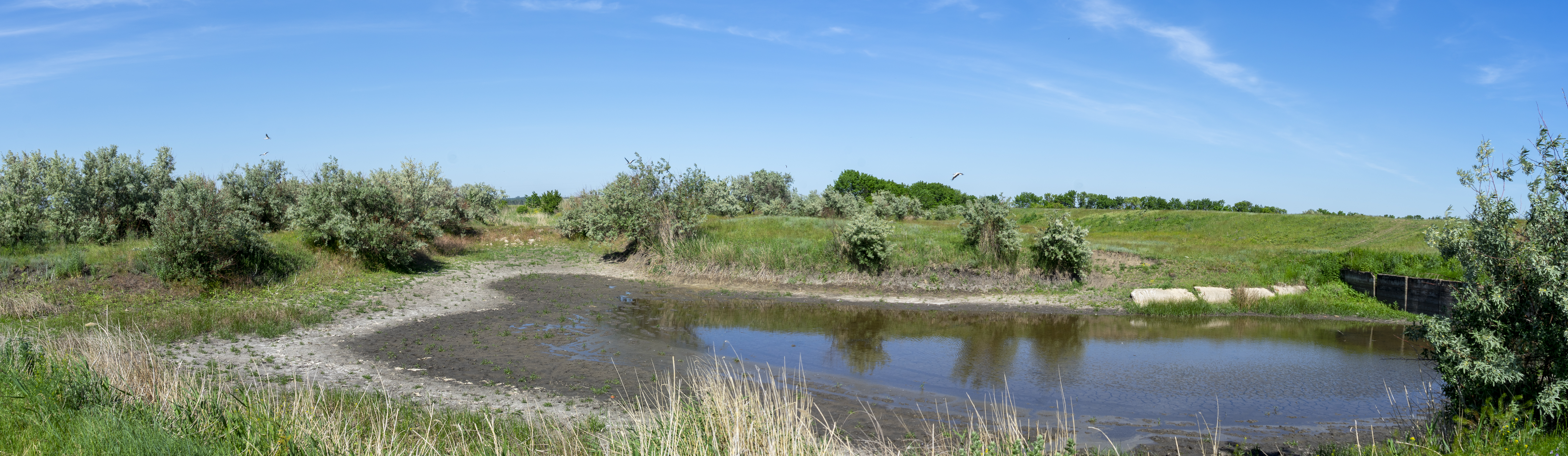
Дебальцевський лиман

У селі зберігається історична пам'ятка XI—XII століття — кочівницька кам'яна баба. У 1980 році було відкрито Музей історії села Дебальцеве.
Між селами Дебальцеве і Перевальське знаходиться  ландшафтний заказник загальнодержавного значення Дебальцевські лимани.